# بيل لورانس (موسيقي)
بيل لورانس (بالإنجليزية: Bill Lawrence؛ بالألمانية: Bill Lawrence) هو موسيقي أمريكي وألماني، ولد في 24 مارس 1931 في Wahn ‏ في ألمانيا، وتوفي في 2 نوفمبر 2013 في كاليفورنيا الجنوبية في الولايات المتحدة.

## وصلات خارجية
- الموقع الرسمي